# Scopula tainanensis
Scopula tainanensis là một loài bướm đêm trong họ Geometridae.